# 澤姆良基 (格洛比諾區)
49°29′7″N 33°22′9″E / 49.48528°N 33.36917°E
澤姆良基（烏克蘭語：Землянки），是烏克蘭中部的村莊，隸屬波爾塔瓦州的克雷門丘克區。該村距離馬利尼夫卡2.5公里，面積1.64平方公里，海拔高度112米，2001年人口364。